# Maj Fagerberg
Maj Fagerberg, född 1947 i Krylbo, Dalarna, är en svensk illustratör och författare.

## Biografi
Fagerberg utbildade sig till kartritare, men 1976 vann hon Telegrambyråns Blommogramtävling. Senare bidrog hon med bilder till Min nya skattkammare. 1986 fick hon ett genombrott med illustrationerna till Selma Lagerlöfs saga Bortbytingarna. Hon är influerad bland annat av Ivar Arosenius och John Bauer.
Fagerberg har tilldelats flera utmärkelser, däribland Ottilia Adelborg-priset och Carl von Linné-plaketten, som hon fick för Humlans herbarium.
Fagerberg medverkade i Grand Designs Sverige 2024.

## Priser och utmärkelser
- Konstnärsnämndens stipendium 1990
- Partille Bokhandels författarstipendium 1999
- Wettergrens barnbokollon 2001
- Ottilia Adelborg-priset 2004
- Föreningen Folkets Hus Mölndal och Kulturhuset Möllan AB:s Kulturstipendium 2008
- Carl von Linné-plaketten 2013